# 拉斐尔·加西亚
拉斐尔·加西亚（西班牙語：Rafael García，1974年8月14日—），墨西哥男子足球运动员，司职中场。他曾代表墨西哥国奥队参加1995年泛美运动会和1996年夏季奥林匹克运动会，其中1995年泛美运动会获得一枚银牌。